# Верфей (кантон)
Верфе́й (фр. Verfeil, окс. Vrudfuèlh) — кантон во Франции, находится в регионе Юг — Пиренеи, департамент Верхняя Гаронна. Входит в состав округа Тулуза.
Код INSEE кантона — 3137. Всего в состав кантона Верфей входит 7 коммун, из них главной коммуной является Верфей.

## Население
Население кантона на 2011 год составляло 7073 человека.
| 1968 | 1975 | 1982 | 1990 | 1999 | 2006 | 2011 |
| ---- | ---- | ---- | ---- | ---- | ---- | ---- |
| 3069 | 3476 | 4115 | 4781 | 5895 | 6480 | 7073 |

## Коммуны кантона
| Коммуна            | Население, чел. (2010) | Код INSEE | Почтовый индекс |
| ------------------ | ---------------------- | --------- | --------------- |
| Бонрепо-Рике       | 241                    | 31074     | 31590           |
| Верфей             | 3146                   | 31573     | 31590           |
| Горе               | 492                    | 31215     | 31590           |
| Граньяг            | 1772                   | 31228     | 31380           |
| Лавалет            | 622                    | 31285     | 31590           |
| Сен-Марсель-Полель | 449                    | 31501     | 31590           |
| Сен-Пьер           | 252                    | 31511     | 31590           |